# 1982年の宝塚歌劇公演一覧
本項目では、1982年の宝塚歌劇公演一覧（1982ねんのたからづかかげきこうえんいちらん）について示す。

## 宝塚大劇場公演
（）内は、作者または演出者名。参考資料は90年史。

### 星組
- 1月1日 - 2月2日
  - 『ミル星人パピーの冒険 -ふしぎなペンダント-』（阿古健）
  - 『魅惑』（岡田敬二）

### 月組
- 2月5日 - 3月16日
  - 『あしびきの山の雫に』（柴田侑宏）
  - 『ジョリー・シャポー』（小原弘稔）

### 花組
- 3月19日 - 5月6日
  - 『春の踊り<花と夢と愛と>』（阿古健　構成・演出）
  - 『アルカディアよ永遠に』（大関弘政）

### 雪組
- 5月8日 - 6月22日
  - 『ジャワの踊り子』（菊田一夫　作、植田紳爾　潤色・演出）

### 星組
- 6月25日 - 8月10日
  - 『エーゲ海のブルース』（柴田侑宏）
  - 『ザ・ストーム』（横澤英雄）

### 花組
- 8月12日 - 9月28日
  - 『夜明けの序曲』（植田紳爾、酒井澄夫　演出）

### 月組
- 10月1日 - 11月9日
  - 『愛限りなく』（内海重典　脚本・演出）
  - 『情熱のバルセロナ』（柴田侑宏　脚本・演出）

### 雪組
- 11月12日 - 12月21日
  - 『パリ変奏曲』（太田哲則）
  - 『ゴールデン・ドリーム』（小原弘稔）

## 東京宝塚劇場公演
（）内は、作者または演出者名。参考資料は90年史。

### 雪組
- 3月4日 - 3月30日
  - 『かもめ翔ぶ海』（菅沼潤、太田哲則　演出）
  - 『サン・オリエント・サン』（草野旦）

### 星組
- 4月3日 - 4月29日
  - 『小さな花がひらいた』（柴田侑宏　脚本・演出）
  - 『魅惑』（岡田敬二）

### 月組
- 7月1日 - 7月27日
  - 『あしびきの山の雫に』（柴田侑宏）
  - 『ジョリー・シャポー』（小原弘稔）

### 雪組
- 8月1日 - 8月29日
  - 『ジャワの踊り子』（菊田一夫　作、植田紳爾　潤色・演出）

### 花組
- 11月7日 - 12月5日
  - 『夜明けの序曲』（植田紳爾・酒井澄夫）

## 宝塚バウホール公演
（）内は、作者または演出者名。参考資料は90年史。

### 雪組
- 1月3日 - 1月11日
  - 『素顔のまゝで・・・』（酒井澄夫）

### 花組
- 1月23日 - 2月11日
  - 『ボン・ボヤージュ!』（太田哲則）

### 星組
- 2月21日 - 3月7日
  - 『忘れじの歌』（白井鐡造　作、大関弘政　演出）

### 月組
- 3月31日 - 4月12日
  - 『永遠物語』（草野旦　脚本・演出）

### 花組
- 6月6日 - 6月21日
  - 『イブにスローダンスを』（正塚晴彦）

### 月組
- 8月15日 - 8月30日
  - 『シブーレット』（ニコラ・バタイユ　脚本・演出）

### 雪組
- 9月18日 - 9月30日
  - 『愛の飛翔II』（酒井澄夫　構成・演出）

### 星組
- 10月30日 - 11月14日
  - 『心中・恋の大和路』（菅沼潤　脚本・演出）

### 専科・花・月組
- 11月26日 - 12月4日
  - 『I LOVE MUSICII』（草野旦　構成・演出）

## その他の日本公演
（）内は、作者または演出者名。参考資料は90年史。

### 雪組
- 1月30日 - 2月8日　名古屋・中日劇場
  - 『彷徨のレクイエム』（植田紳爾、阿古健　演出）

### 星組・特別
- 3月8日 - 3月12日　東京・abc会館ホール
  - 『Sing, Sing, Sing』（酒井澄夫　構成・演出）

- 8月21日　名古屋・愛知文化講堂
  - 『Sing, Sing, Sing』（酒井澄夫　構成・演出）

### 月組
- 5月1日 - 5月5日　福岡市民会館
  - 『白鳥の道を越えて』（阿古健　翻案・演出）
  - 『ザ・ビッグ・アップル』（酒井澄夫）

- 5月7日 - 5月15日　福山、奈良、一宮、横浜、習志野、関、清水、浜松
  - 『白鳥の道を越えて』（阿古健　翻案・演出）
  - 『ザ・ビッグ・アップル』（酒井澄夫）

### 第19回宝塚フェスティバル
- 5月15日・16日　大阪・毎日ホール

### 月組・特別
- 5月25日 - 5月30日　東京・パルコ西武劇場
  - 『ディーン』（岡田敬二　潤色・演出）

### 花組
- 6月12日 - 7月4日　倉吉、米子、松江、出雲、益田、山口、田川、久留米、小倉、長崎、佐賀、都城、鹿児島、熊本、岡山、豊田、豊橋、伊勢
  - 『エストレリータ』（柴田侑宏）
  - 『ファースト・ラブ』（岡田敬二）

### 星組
- 9月11日 - 10月3日　金沢、輪島、長岡、新潟、千葉、横須賀、静岡、甲府、横浜、沼津、大宮、調布、宇都宮、郡山、山形、石巻、仙台
  - 『海鳴りにもののふの詩が』（植田紳爾）
  - 『魅惑』（岡田敬二）

## 第2回東南アジア公演
参考資料は80年史。
- 1982年12月1日大阪国際空港出発、12月30日大阪国際空港帰着。

公演日と公演地
- 12月4日 - 12月7日　マレーシア（クアラルンプール）
- 12月11日・12日　シンガポール
- 12月16日 - 12月20日　タイ王国（バンコク）
- 12月25日 - 12月28日　ビルマ・現ミャンマー（ラングーン・現ヤンゴン）

（4ヶ国、4都市）
演目
『ザ・タカラヅカ』
第1部：『ジャパン・ファンタジー』（構成・演出：酒井澄夫・岡田敬二）
第2部：『タカラヅカ・ドリーム』（構成・演出：岡田敬二）
スタッフ
- マネージャー：田中拓助
- 演出：岡田敬二

ほか計10名。
参加生徒
- 新城まゆみ
- 北小路みほ
- 京三紗
- 晃みやび
- 麻里光
- 平みち
- 芹まちか
- 風間イリヤ
- 磯野千尋
- 大浦みずき

- 光城ひろみ
- 江里美幸
- 桐さと実
- 一原けい
- 美嶺つくし
- 伊吹あい
- 美風りざ
- 飛鳥裕
- 日向薫
- 佐保雅世

- 旺なつき
- あづみれいか
- ありす未来
- 翼悠貴
- 御織ゆみ乃
- 弦さやか
- 愛川麻貴
- 草笛雅子
- 花田あい
- このみ志麻

- 加茂川志ぶき
- 由梨かおる
- 一文字新
- 光木裕
- 南風まい

（35人）